# Valdivienne
Valdivienne là một xã, tọa lạc ở tỉnh Vienne trong vùng Nouvelle-Aquitaine, Pháp. Xã này có diện tích 61,24 km², dân số năm 2006 là 2434 người. Xã nằm ở khu vực có độ cao trung bình 122 m trên mực nước biển. 

## Biến động dân số
| Năm | 1962  | 1968  | 1975  | 1982  | 1990  | 1999  | 2006  | 2007  | 2012  | 2017  |
| --- | ----- | ----- | ----- | ----- | ----- | ----- | ----- | ----- | ----- | ----- |
| Dân số | 1 795 | 2 071 | 1 943 | 1 955 | 1 918 | 2 308 | 2 434 | 2 455 | 2 685 | 2 747 |
| From the year 1962 on: No double counting—residents of multiple communes (e.g. students and military personnel) are counted only once. |       |       |       |       |       |       |       |       |       |       |